# 纳基
纳基是巴西米纳斯吉拉斯州的一个市镇。总面积129.304平方公里，总人口5885人，人口密度45.5人/平方公里。